# Ivan II. Komnen
Ivan II. Komnen (grško Ιωάννης Β΄ Κομνηνός, Iōannēs II Komnēnos), bizantinski cesar (1118-1143), znan tudi kot Kaloïōannēs ("Ivan Dobri" ali "Ivan Lepi"), najstarejši  sin cesarja Alekseja I. Komnena in Irene Dukas, * 13. september 1087, Bizanc, Bizantinsko cesarstvo,  † 8. april 1143, Kilikija, Bizantinsko cesarstvo
Med svojim petindvajsetletnim vladanjem je sklenil zavezništvo s Svetim Rimskim cesarstvom, odločilno porazil Pečenege (1122) in Srbe, se uspešno bojeval proti Madžarom (1128) in osebno vodil mnogo vojaških pohodov proti Turkom v Mali Aziji. Ivanovi vojaški pohodi so popolnoma spremenili ravnotežje moči na vzhodu. Turki so se morali umakniti in Bizantincem prepustiti številna mesta in utrdbe, tako da je bizantinsko oblast v Mali Aziji segala od reke Meander na zahodu do Kilikije in Tarza na vzhodu (1137). 
Ivan je hotel dokazati, da je kot bizantinski cesar istočasno tudi vodja krščanskega sveta, zato je na čelu združene bizantinske vojske in vojske križarskih držav vkorakal v Sveto deželo. Kljub velikim naporom, ki jih je vložil v pohod, je na koncu doživel veliko razočaranje zaradi izdaje njegovih križarskih zaveznikov. Križarji se namreč v najbolj kritičnem trenutku zavestno niso spopadli z muslimanskimi nasprotniki. 
Latinski kronist, patriarh Viljem iz Tira  (1130–1185), je Ivana opisal kot majhnega in neobičajno grdega človeka, katerega so zaradi oči, las in temne polti imeli za Mavra. Kljub svojemu izgledu je bil znan kot Kaloïōannēs, kar pomeni "Ivan Lepi" ali "Ivan Dobri". Nadimek se prav gotovo ne nanaša na njegov izgled, pač pa na njegov značaj. 
Oba Ivanova starša sta bila nenavadno pobožna, Ivan pa ju je v pobožnosti še prekašal. Od svojih dvorjanov je zahteval, da razgovore omejujejo samo na resne zadeve in je stalno grajal vse, ki so živeli razkošno. Jedi, ki so jih stregli na cesarski mizi so bile zelo skromne. Veljal je za milega, pravičnega in moralnega vladarja. V času, ko je bila krutost nekaj povsem normalnega, nikogar ni kaznoval s smrtjo ali pohabljenjem, zato so ga imenovali bizantinski Mark Avrelij. S svojo veliko samokontrolo in osebnim pogumom je opazno spremenil navade tedanje družbe. Bil je tudi izvrsten strateg in vešč vladar, ki se je proslavil v mnogih vojnih pohodih za ohranitev cesarstva. 

## Prihod na oblast
Ivan je nasledil svojega očeta Alekseja I. Komnena leta 1118, vendar je bil že od 1. septembra 1092 očetov so-cesar. Njegov prihod na prestol, ki ga podrobno opisuje bizantinski zgodovinar Niketas Honijat, ni bil povsem gladek, ker je bil poleg Ivana kandidat za prestol tudi kaisar (cesar) Nikefor Brijenij, mož Ivanove sestre Ane Komnene. Aleksej je za svojega naslednika izbral Ivana, zato se je z vsemi sredstvi boril, da na prestol ne bi prišel Nikefor Brijenij, ki je imel popolno podporo Aleksejeve žene in Ivanove matere Irene Dukas. 
Medtem, ko je Aleksej I. umiral v samostanu Mangana, se je Ivan povezal s sorodniki, ki jim je lahko zaupal. Med njimi je bil tudi brat, sebastokratōr Izak Komnen. 15. avgusta 1118 so umirajočemu očetu so s prsta ukradli cesarski pečatni prstan, nato pa v Bizancu prepričali meščane, da so Ivana razglasili za cesarja. Presenečeni Ireni Dukas ni uspelo prepričati sina, naj se naslovu odreče, niti Nikefora Brijenija, da ukrepa proti njemu. Cesarska garda je Ivanu najprej preprečila vstop v cesarsko palačo, ker ni mogel dokazati očetove volje, pod pritiskom mestne drhali pa je nazadnje popustila. 
Aleksej je naslednjo noč umrl. Ivan se kljub materini zahtevi pogrebnih slovesnosti iz strahu pred izgubo prestola ni hotel udeležiti. Njegov položaj se je kmalu močno okrepil: ko je leta 1119 odkril zaroto, v katero sta bili vpleteni tudi njegova mati in sestra, je obe takoj poslal v samostan. Da bi svojim naslednikom zagotovil oblast, je leta 1122 svojega mladega sina Alekseja razglasil za so-cesarja. 

## Prvi ukrepi
Omenjene politične intrige so očitno močno vplivale na Ivanov način vladanja: na ključne državne položaje je namesto družinskih članov raje  imenoval zaslužne in sposobne tujce. Njegov najbližji svetovalec je bil njegov najbojši prijatelj Ivan Aksuh, po poreklu Turek, ki ga je kot darilo dobil od svojega očeta. Ivan ga je takoj po prihodu na prestol imenoval za Vélikega domestosa, se pravi vrhovnega poveljnika bizantinske vojske. Njegova poteza je bila za tiste čase nekaj nenavadnega, saj je pomenila odklon od nepotizma, ki je bil značilen za vladanje njegovega očeta, v družini pa je povzročila veliko nezadovoljastva. Ivanov odpor do vmešavanja družinskih članov v njegovo vladanje je ostal očiten vse do konca njegovega vladanja.

## Vladanje

### Spori z Benečani
Ivan II. je po prihodu na prestol zavrnil odobritev pogodbe, ki jo je njegov oče leta 1082 sklenil z Beneško republiko. Pogodba je Benečanom dajala izključne in velikodušne trgovske pravice v celem Bizantinskem cesarstvu. Odnosi z Benečani so se zato zelo zaostrili. Stanje se je še poslabšalo, ko je odkril, da so Benečani zlorabile enega od članov njegove družine. Bizantinci so zato napadli otok Kérkyra (Krf) in iz Bizanca izgnal vse beneške trgovce. Ukrepi so sprožili val maščevalnih protiukrepov: Benečani so s svojim ladjevjem 72 ladij, ki je bilo mnogo močnejše od bizantinskega, napadli in oplenili otoke Rodos, Kios, Samos, Lesbos in Andros v južnem Egejskem morju in zasedli Kefalonijo v Jonskem morju. Ivan je moral nazadnje popustiti in pogodbo iz leta 1082 potrditi. 
Potrditev pogodbe je bil velik udarec na ponos Bizantinskega cesarstva, ki je Ivanovega naslednika, cesarja Manuela I. Komnena, vzpodbudil, da je nekaj let kasneje začel obnavljati šibko bizantinsko vojno ladjevje. 

### Uspehi proti Pečenegom in Madžarom
V letih 1119-1121 je Ivan porazil Turke Seldžuke in zavladal jugozagodni Mali Aziji. Že naslednje leto je svojo vojsko nahitro premestil v Evropo, da bi preprečil vdiranje  Pečenegov, ki so bili pomožna vojska kijevskega kneza, v Mezijo.   Ivan je Pečenege v Trakiji obkolil, jih preslepil z lažno ugodno mirovno pogodbo in bliskovito napadel. V bitki pri Beroji je Ivanovih 20.000 vojakov doseglo odločilno zmago, ki je pomenila konec pečeneških vdorov na bizantinsko ozemlje. Mnogo ujetih Pečenegov so kot federate naselili na obmejna ozemlja.
Za Pečenegi so prišli na vrsto kazenski pohodi proti Srbom. Ujete Srbe je izgnal v Nikomedijo v Malo Azijo, kjer so služili kot vojaški koloni. To je storil predvsem zato, da bi jih pokoril, ker je bila Srbija bizantinski protektorat, pa tudi zato, da bi utrdil svojo vzhodno mejo, ki so jo ogrožali Turki. 
Po poroki z madžarsko princeso Pirosko se je Ivan zapletel v madžarske dinastične spore. Slepemu kandidatu za madžarski prestol, Álmosu, je dal politični azil, s čimer je pri Madžarih  vzbudil nezaupanje, zato so ga leta 1128 napadli. Zasedli so Beograd, Braničevo, Niš in Sofijo in prodrli skoraj do Filipopolisa (današnji Plovdiv). Ivanu je šele po dveh letih uspelo v trdnjavi Haram poraziti Madžare in njihove zaveznike Srbe in ponovno vzpostaviti mir.

### Pohodi proti Turkom
Ivan se je nato obrnil proti Mali Aziji, ki je ostala središče pozornosti vse do njegove smrti. Turki Seldžuki so že vrsto let pritiskali na vzhodno mejo Bizantinskega cesarstva. Leta 1119 so prerezali kopensko povezavo Bizanca z Antalyo, zato se je Ivan odločil osvojiti Laodikejo in Sozopol in ponovno vzpostaviti kopensko zvezo z mestom. Odpravil se je na vojni pohod proti Danišmendskemu emiratu v Malatyi ob zgornjem Evfratu, ki je trajal od leta 1130 do 1135 in turški vpadi v Malo Azijo so potem prenehali. Sledila je vrsta dobro načrtovanih vojnih pohodov, v katerih je osvojil pradomovino Komnenov  - Kastamonu, v Gangri pa je pustil vojaško posadko 2.000 mož. Kmalu je zatem je osvojil celotno ozemlje, ki ga je cesarstvo izgubilo po bitki pri Manzikertu leta 1071 in na njem organiziral mrežo vojaških utrdb.
Odpor Turkov, predvsem Danišmendov na severovzhodu Anatolije, je bil močan in kmalu so ponovno osvojili Kastamonu. Ivan je vrnil udarec in Kastamonu je kmalu spet zamenjal gospodarja. Ivan je nato prodiral naprej v severovzhodno Anatolijo in poskušal izzvati napad Turkov. Turki so se trudili, da bi se zgodil drugi Manzikert, vendar se je njihov poskus izjalovil, ker so zaradi nesposobnosti, da porazi Bizantince, ubili svojega sultana.
Leta 1139 se je cesar odpravil na svoj zadnji pohod proti Danišmendom. Njegova vojska je korakala skozi Bitinijo in Paflagonijo ob južni obali Črnega morja. Pri Trebizondu je krenila proti jugu in oblegala Noecezarejo, mesta pa ni osvojila.

### Pohodi v Sveto deželo
Po neuspelem vojnem pohodu proti Turkom je Ivan preusmeril pozornost proti Levantu, kjer je nameraval okrepiti svojo suverenost nad križarskimi državami. Leta 1137 je osvojil mesta Tarz, Adano in Mupsecijo, ki so pripadala armenskemu Kilikijskemu kraljestvu. Leta 1138 je princa Levona I. Armenskega in večino njegove družine odpeljal v ujetništvo v Bizanc in pot do Kneževine Antiohije je bila odprta.  Antioški knez Rajmond Poitierski je leta 1137 pristal, da postane Ivanov vazal in Ivan je leta 1138 zmagoslavno vkorakal v Antiohijo. 
Sledil je pohod združene bizantinske, antioške in edeške vojske proti muslimanom v Siriji. Ivan se je trdo boril proti muslimanom, knez Rajmond Antioški in grof Joscelin II. Edeški pa mu pri tem nista kaj prida pomagala. Križarska vladarja si namreč nista zaupala, nobeden od njiju pa ni zaupal Ivanu. Rajmond je bil poleg tega zelo zainteresiran, da vojaški pohod ne uspe: če bi združena vojska osvojila Alep, Shaizar, Homs in Hamo, bi moral Antiohijo, skladno z Devolsko pogodbo, prepustiti Ivanu, kneževino pa je na vsak način poskušal obdržati zase. Zaradi omenjenih razprtij je vojaška odprava spodletela. 

### Prezgodnja smrt
Po porazu z muslimani je Ivan načrtoval novo vojaško odpravo proti vzhodu. Mimogrede je nameraval oditi tudi na romanje v Jeruzalem in s seboj odpeljati svojo vojsko. Ker se ga je Jeruzalemski kralj Fulk ustrašil in ga prosil, naj vzame s seboj samo 10.000 vojakov, si je Ivan  premislil. 
8. aprila 1143 je bil Ivan na lovu v gorovju Taurus v Kilikiji. Med lovom se je ponesreči zbodel z zastrupljeno puščico in kmalu zatem umrl. Ker je Ivanov najstarejši sin, so-cesar Aleksej leto pred tem umrl, je Ivan za naslednika izbral svojega najmlajšega sina Manuela in ne starejšega Izaka. Glavna razloga za takšno odločitev naj bi  bila Izakova razdražljivost in Manuelov pogum, ki ga je pokazal na pohodu v Neocezarejo. 
Druga teorija trdi, da je bil glavni razlog za takšno odločitev prerokba AIMA, ki je napovedala, da se bo ime Ivanovega naslednika začelo s črko "M". 

## Zapuščina
Zgodovinar J. Birkenmeier trdi, da je bilo obdobje Ivana II. najbolj uspešno obdobje vladanja Komnenov. V knjigi Razvoj (bizantinske) vojske v času Komnenov 1081-1180 je poudaril razumnost Ivanovega načina vojskovanja, ki se je bolj nagibal k obleganju kot k tveganim bitkam z nepredvidljivim izidom. Birkenmeier dokazuje, da je bila Ivanova strategija vsakoletnih vojnih pohodov z omejenimi, a realnimi cilji, bolj razumna kot tista, ki jo je imel kasneje njegov sin Manuel I.  Ivanovi pohodi so bili za cesarstvo koristni, ker so zavarovali jedro države pred napadi tujcev in postopoma širili ozemlje cesarstva v Malo Azijo. Turki so morali preiti iz napada v obrambo, na zahodu pa je s spretno diplomacijo in zavezništvom s cesarji Svetega Rimskega cesarstva obvladoval Normane s Sicilije. 
Povsem jasno je, da je Ivan II. zapustil cesarstvo v mnogo boljšem stanju, kot ga je nasledil. Najpomembnejši deli cesarstva so si opomogli, njegove zmage proti Pečenegom, Srbom in Seldžukom in poskus, da bi vzpostavil suverenost tudi nad križarskima državama Antiohijo in Edeso, pa so cesarsvu vrnili prejšnji ugled.  Njegov sistematičen način vojskovanja je cesarstvo zaščitil pred nenadnimi porazi, njegova odločnost in izkušnje pa so pripomogle k osvojitvi velikega števila sovražnih mest in utrdb. Še pred smrtjo je v svetu dosegel izjemen ugled. Zaradi poguma, odločnosti in pobožnosti so ga spoštovali celo križarji. Njegova prezgodnja smrt je povzročila, da svojega dela ni dokončal, saj bi njegov zadnji vojaški pohod morda pomenil odločilno zmago Bizantinskega cesarstva in krščanstva nad muslimani.

## Družina
Ivan II. se je leta 1104 poročil s princeso Piroško, hčerko ogrskega kralja Ladislava I., ki se je kasneje preimenovala v Ireno. Poroka je bi bila nekakšno nadomestilo za ozemlja, ki jih je izgubil madžarski kralj Koloman. Cesarica ni imela pri upravljanju države nobene pomembne vloge in se je raje posvečala molitvi in množici otrok. 13. avgusta 1134 je umrla in je bila kasneje proglašena za Sveto Ireno. Ivan in Irena sta imela osem otrok:
- Alekseja Komnena, ki je bil od leta 1122 do 1142 socesar
- Marijo Komneno, Aleksejevo dvojčico, poročeno z Ivanom Rogerijem Dalassenom
- Andronika Komnena (umrl 1142)
- Ano Komneno, poročeno s Stefanom Kontostefanom
- Izaka Komnena (umrl 1154)
- Teodoro Komneno, poročeno z Manuelom Anemasom
- Evdokijo Komneno, poročeno s Teodorjem Vatacom
- Manuela I. Komnena, cesarja (umrl 1180)